# Castions di Strada
Castions di Strada (Cjasteons di Strade in friulano) è un comune italiano di 3 668 abitanti in Friuli-Venezia Giulia.

## Geografia fisica

### Ambiente
L'ambiente deve la sua origine alle lenti di argilla e sabbia che si alzano dalla bassa pianura; filtrate da queste sabbie le acque risorgono splendenti come cristalli formando numerosi e piccoli corsi d'acqua che dopo aver serpeggiato per alcuni chilometri si versano nella grande laguna friulana o concludono il loro viaggio infiltrandosi nei prati umidi.
La presenza e il risorgere di tanta acqua raffredda la temperatura di questi luoghi, favorendo la permanenza di una flora e di ambienti geologicamente più antichi; anche dopo le bonifiche delle zone ai margini del torrente Cormor, i prati umidi conservano la presenza di una flora particolare, come l'Armeria Helodes, del Giunco Nero o la Pinguicola Alpina, piccola pianta di torbiera, bella e rara, relitto glaciale. Non di rado gli uccelli acquatici trovano qui una ricca varietà di piante.

## Storia
Fin dalla più remota antichità (età del bronzo) Castions di Strada ha acquisito importanza grazie alla posizione favorevole sia per gli insediamenti abitativi sia dal punto di vista strategico e difensivo. Infatti qui sorgeva un "cjastelir", piccola altura situata nella zona sud ovest del paese, che fungeva da fortificazione e da vedetta. Ancora più a sud si trovava uno stagno, ora interrato, a cui giungevano, risalendo il Zellina, imbarcazioni provenienti dalla laguna.
Numerosi reperti dell'età del bronzo attestano che in questa zona risiedeva un consistente nucleo abitato, che praticava la caccia e la pesca e conduceva un'esistenza laboriosa. Non stupisce perciò che quando i Romani inviarono una spedizione militare contro i barbari Gallo-Carni, prendessero come base di riferimento questo nucleo già così ben articolato e che successivamente costituissero intorno al castelliere e al porticciolo un "castrum", diventato poi una colonia di popolamento. Dovette prendere forma allora un primo assetto urbanistico abitativo del paese, mentre nelle zone più decentrate nascevano le aziende agricole circondate dai campi coltivati. L'importanza dell'insediamento è confermata dal tracciato della Stradalta costruita dai Romani: era la via Postumia, che metteva in comunicazione vari centri del nord Italia. Partiva da Genova, arrivava fino a Codroipo e da qui, seguendo la linea delle risorgive costellata di fortificazioni, raggiungeva infine Aquileia. Una di queste fortificazioni era "Castellorum", diminutivo di Castellum, da cui il toponimo Castions.
Quella che attualmente viene chiamata Stradalta è invece la Napoleonica, fatta sistemare da Napoleone ma risalente ad una precedente pista barbarica. In età medioevale era percorsa da eserciti e da carovane di pellegrini che si dirigevano verso i grandi centri devozionali: lungo queste vie sorgevano luoghi di ricovero e di culto.
Le più antiche testimonianze di tale uso sono le chiese di San Pellegrino a Morsano e di Santa Maria a Castions. La prima, risalente al X secolo, aveva annesso un ospizio per i pellegrini: di essa rimane solo la Pala di San Pellegrino, custodita nella parrocchiale di Morsano, la seconda risale al IX secolo ma anch'essa fu più volte ricostruita e l'attuale edificio risale al 1500.
La chiesa più antica del paese è quella di San Martino: si trova un po' fuori dal centro abitato ed ha subito numerosi rimaneggiamenti. Intorno ad essa pare sorgesse il quartiere longobardo nell'epoca in cui Castions fu presidio militare di quel popolo. Castions conobbe poi successive incursioni di Ungheri finché, nel 967, in seguito ad una donazione del vescovo Liutprando, entrò a far parte dei possedimenti della chiesa aquileiese. In età patriarcale si formò il Comune di Castions. Nel 1420 al seguito della conquista del patriarcato di Aquileia da parte di Venezia, passò sotto il dominio di quest'ultima.
Verso la fine del Quattrocento Castions fa parte di un sistema difensivo contro le invasioni turche; nel 1500 vede un'invasione tedesca; nel 1700 quella francese. Nel 1800 il Comune passa sotto il dominio austriaco finché, nel 1866, viene annesso anch'esso al Regno d'Italia. La storia successiva riflette quella nazionale con le tragiche vicende delle due guerre mondiali.
Oggi Castions è un paese moderno, con edifici pubblici e privati dalle linee architettoniche aggiornate, ed è ricco di iniziative di tipo ricreativo, culturale e sportivo.

### La frazione di Morsano di Strada
Anche Morsano di Strada fa risalire la propria origine all'epoca romana: il toponimo sembra derivare infatti dal nome Murcio, un centurione che avrebbe avuto nella località una proprietà fondiaria. A conferma dell'antichità del luogo nel 1862 sono state ritrovate nella zona tracce di una strada romana.
Le vicende storiche di Morsano scorrono parallele a quelle di Castions, da cui il piccolo comune è rimasto autonomo fino in età napoleonica, quando è stato inglobato nel centro maggiore.

### Simboli
Lo stemma e il gonfalone sono stati concessi con DPR del 20 gennaio 1961.
(D.P.R. 20 gennaio 1961)
In alcune riproduzioni l'aquila è disegnata posata su di un bastione invece che su un "bastone".
Il gonfalone è un drappo di azzurro.

## Monumenti e luoghi d'interesse

### Chiesa di S. Martino (Le Cèntine)
La chiesa risale al Duecento, poi ricostruita nel 1535; l'edificio ha due aule a pianta rettangolare ed abside semicircolare. La facciata è dominata dalla mole del campanile a pigna, sul quale si aprono quattro bifore romaniche. All'interno si notano le statue di San Martino e Sant'Antonio Abate, una pala, una tela raffigurante S. Antonio da Padova ed una crocifisso ligneo.

### Chiesa di S. Maria delle Grazie (Glesie Viere)
Fondata ai tempi del patriarca Paolino d'Aquileia, la chiesa di Santa Maria fu più volte distrutta e ricostruita, fino ad arrivare alla forma attuale, risalente alla prima metà del Cinquecento. Esterna all'abitato presenta in facciata un campanile a vela. L'interno è ad aula unica, rettangolare, con abside poligonale e sovrastata da volta a crociera; l'arco del coro è a sesto acuto. Sulle pareti si notano gli affreschi cinquecenteschi di Gaspare Negro raffiguranti le Storie di S. Biagio e di Maria Maddalena.

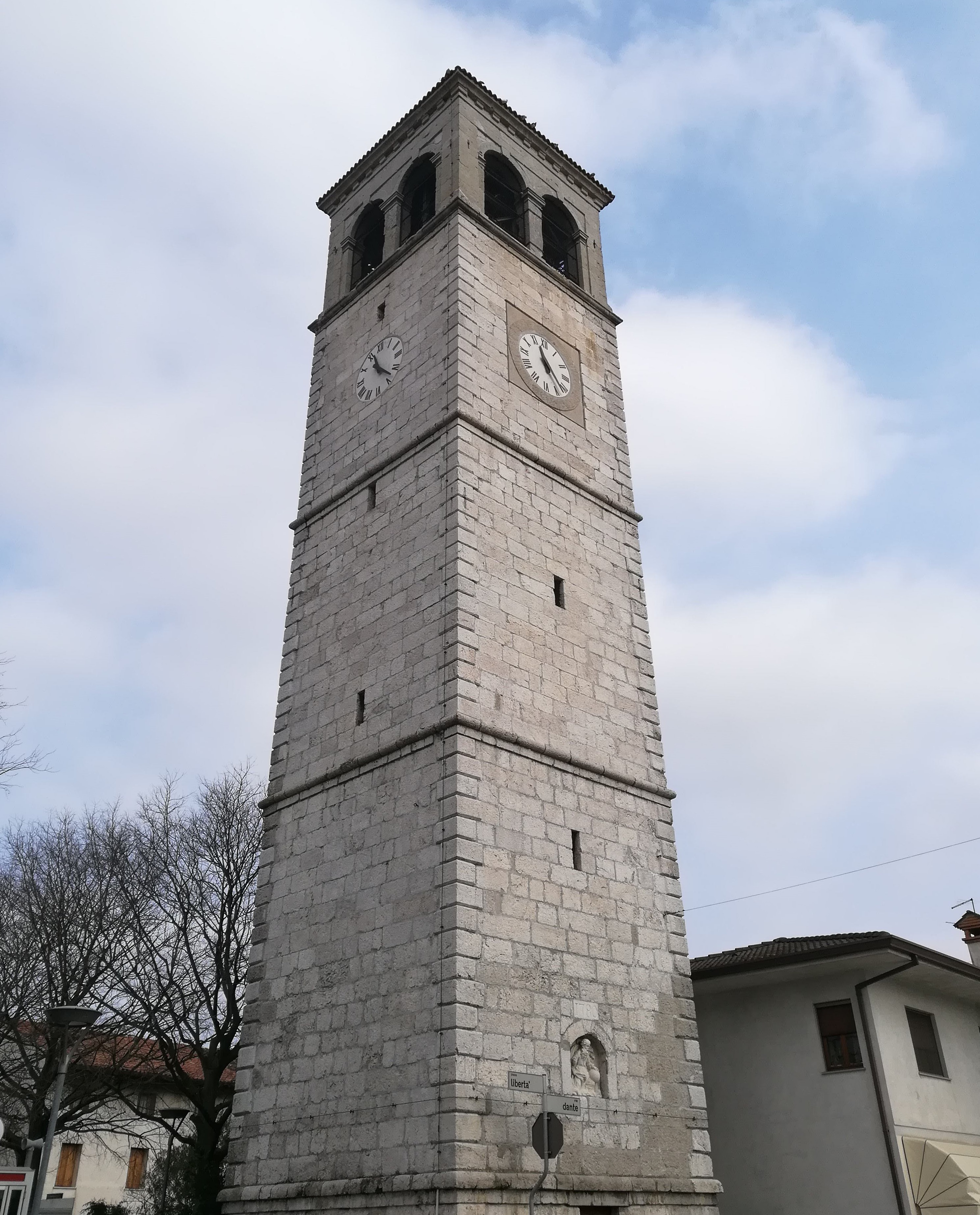
Il campanile della chiesa di San Giuseppe

### Chiesa parrocchiale di S. Giuseppe
Costruita intorno alla metà del Settecento, fu completata due secoli dopo. La facciata è estremamente movimentata da numerosi motivi architettonici e completata da cinque nicchie che ospitano le statue dei santi protettori; all'interno si ammirano opere barocche, moderne e contemporanee.

### Chiesa parrocchiale di S. Maria Maddalena di Morsano
L'attuale chiesa fu edificata ai primi dell'Ottocento nel luogo dove sorgeva una chiesa preesistente, dedicata a Santa Maria. Ulteriori lavori di ampliamento sono stati condotti nel 1950. Affianca la chiesa il campanile a pianta quadrata (1908). All'interno si notano splendide vetrate di Arrigo Poz, un fonte battesimale seicentesco in pietra con caldaia in rame, un ricco altare maggiore barocco e splendide decorazioni sul soffitto dell'aula e nell'abside.

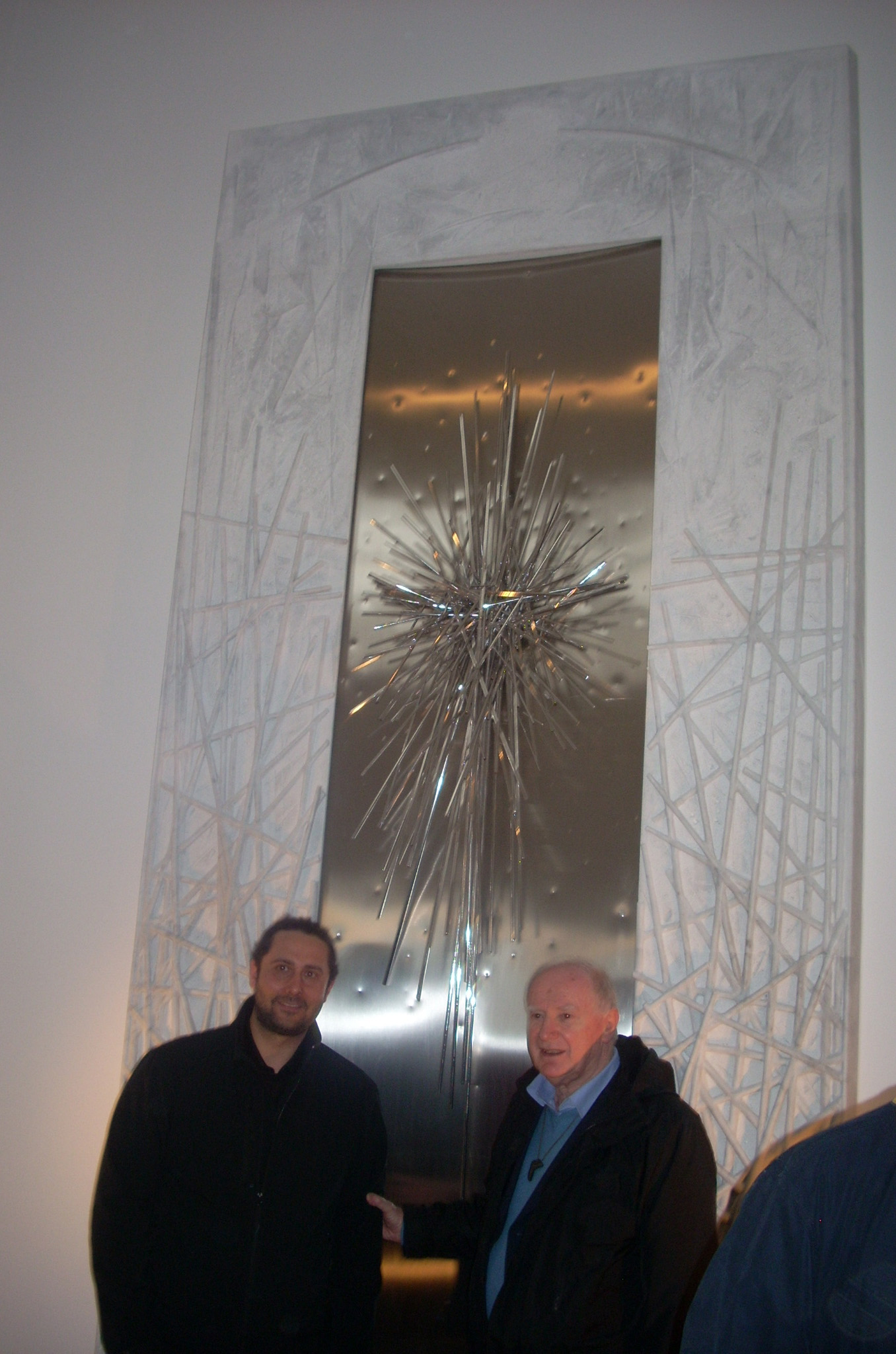
Giovanni Sicuro detto Minto: Porta di Luce, opera presso la cappella del cimitero di Morsano

### Le Colonne e le Statue
Uno dei simboli religiosi più conosciuti di Castions è la colone, collocata nel crocevia principale del paese: sopra una colonna portata, secondo la leggenda, da Aquileia, si innalza una statua dell'Immacolata Concezione, sovrastata da un baldacchino metallico in stile barocco. A Morsano sorge la Colonna di San Pellegrino, sulla quale il Santo è raffigurato nell'abito tipico dei pellegrini medievali.

### Le ancone
L'ancona della Madonna delle Grazie è situata nei pressi della parrocchiale: è stata restaurata nel 1985 e riporta raffigurazioni a mosaico rappresentanti il Martirio di san Biagio, san Giuseppe, e santi Ermacora e Fortunato e la Madonna di Pompei. Nel 1985 è stata restaurata una seconda ancona dedicata a san Martino e gli affreschi, che avevano a soggetto Sant'Antonio abate e san Martino, furono sostituiti da mosaici.

### Cappella cimiteriale di Castions di Strada
La cappella è situata all'interno del cimitero di Castions e dispone di una vetrata e di una pala disegnati dal maestro Arrigo Poz.
L'opera è stata eseguita a cura del circolo culturale "Le Risultive" di Morsano di Strada nel 2014.

### Cappella cimiteriale a Morsano di Strada
La cappella è situata all'interno del cimitero di Morsano e dispone di una installazione costruita dallo scultore Giovanni Sicuro detto Minto.

## Società

### Evoluzione demografica
Abitanti censiti

### Lingue e dialetti
A Castions di Strada, accanto alla lingua italiana, la popolazione utilizza la lingua friulana. Ai sensi della Deliberazione n. 2680 del 3 agosto 2001 della Giunta della Regione Autonoma Friuli-Venezia Giulia, il Comune è inserito nell'ambito territoriale di tutela della lingua friulana ai fini della applicazione della legge 482/99, della legge regionale 15/96 e della legge regionale 29/2007.

### Istituzioni, enti e associazioni

#### Corpo Bandistico Comunale "Gioacchino Rossini"
Il Corpo Bandistico Comunale "G. Rossini" nasce attorno all'anno 1878. Il 20 settembre del 1882 viene segnalato dal Giornale di Udine come partecipante alle celebrazioni della presa di Roma. Quindi nel 1889 è presente alla festa religiosa di San Felice a Flambro. Nel 1895 si aggiudica il II posto al concorso tenutosi a Udine nel giorno del genetliaco reale.
Con lo scoppio della prima guerra mondiale la Banda si scioglie; rinasce nel 1923 come Banda cattolica per poi sciogliersi di nuovo nel 1930 con l'avvento del fascismo a causa di conflitti interni.
Con Luigi Garzoni di Adorgnano la Banda riprende i suoi concerti nel 1936, la sua attività è però discontinua tanto che con lo scoppio della Seconda guerra mondiale si scioglie nuovamente. Dopo diversi tentativi di ricostituzione, nel marzo 1973 la Banda rinasce, è composta quasi esclusivamente da ragazzi guidati dall'entusiasmo del Maestro Muccin. Da allora la sua attività è continua e alla sua direzione si sono avvicendati i Maestri Gianfranco Del Fabbro seguito da Francesco Di Bernardo, Gino Comisso (che l'ha seguita dal 1980 al 1998), Dario Braidotti (che l'ha diretta fino al 2000), Mauro Vidoni (fino al 2011) e attualmente è diretta da Fulvio Dose. Numerosissimi sono i concerti, le sfilate e le processioni che la Banda ha tenuto in Italia e all'estero suscitando ovunque consensi di pubblico e critica.
Il Corpo Bandistico Comunale "G. Rossini" è composto da circa 80 elementi quasi tutti di giovane età; è in grado di esibirsi in un vasto repertorio che va dalle marce da parata ai brani religiosi e patriottici, dalle colonne sonore di famosi film alla musica leggera popolare e jazz, fino a brani tratti dal repertorio classico.
Nel marzo 2016 la banda partecipa al concorso bandistico internazionale "Flicorno d'oro" di Riva del Garda, ottenendo il 3º posto.
Al suo interno vi è da alcuni anni un gruppo musicale giovanile denominato "minibanda Rossini" formato da ragazzi di età compresa tra i 9 e i 17 anni. La Minibanda ha partecipato a numerosi concorsi per bande giovanili salendo sul podio svariate volte; nell'ultimo concorso regionale di Corno di Rosazzo ha ottenuto il 1º posto confrontandosi con ben 12 altre associazioni musicali. Nel marzo 2015 ha partecipato al concorso nazionale per bande giovanili "Giovani in Concorso" a Costa Volpino, ottenendo il 1º posto e il 3º posto al concorso Internazionale "Flicorno d'oro" di Riva del Garda nella sezione giovanile.
Durante gli anni di svolgimento del Palio Donna presso la città di Udine, i tamburi imperiali, che accompagnano sempre la Banda nelle sue esibizioni, erano stati nominati dal Comune di Udine come tamburi ufficiali del Palio.

#### "Lis Mascaris" di Morsano di Strada
"Lis Mascaris" è un'associazione culturale che si dedica alla creazione di maschere artistiche. Il gruppo ha presentato le proprie maschere nei più prestigiosi carnevali del mondo incluso Rio De Janeiro, Santiago de Cuba e Cento in Italia. "Lis Mascaris" ha vinto più volte il primo premio al concorso internazionale "Maschera d'Argento" di Abano Terme.

## Amministrazione

### Gemellaggi
- San Filippo del Mela